# Zotzensee (Havel)

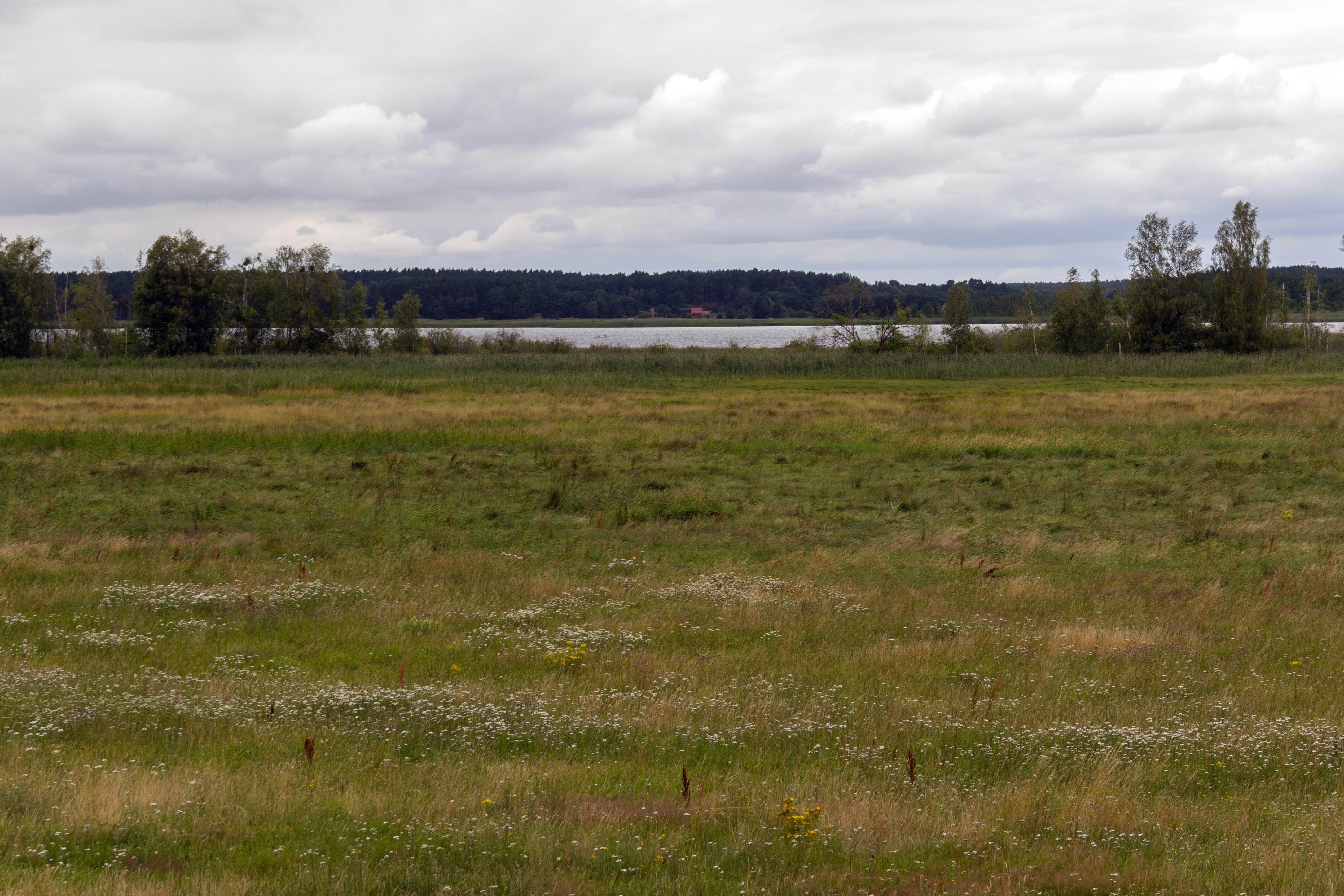
Landschaftsbild um den Zotzensee

Der Zotzensee ist ein See im Gemeindegebiet von Mirow im Landkreis Mecklenburgische Seenplatte in Mecklenburg-Vorpommern. Der fast kreisförmige See ist 1480 Meter lang und bis zu 850 Meter breit. Das Seeufer ist sumpfig und unbewaldet. Der See wird von der Havel in Nord-Süd-Richtung durchflossen. Diese stellt hier ein beliebtes Paddelgewässer dar.
Der Name leitet sich vermutlich von slawisch sosna für Kiefer ab.
Der Zotzensee liegt im Müritz-Nationalpark. In den Jahren 1999 bis 2003 wurde ein von der EU gefördertes LIFE-Projekt durchgeführt, um den Wasserstand des Zotzensees und der umliegenden Bereiche zu erhöhen.